# حارة الخزوع بيت عاطف (صنعاء)
الخزوع بيت عاطف هي إحدى حارات حي بيت عاطف (صنعاء) بمدينة الروضة شمال العاصمة اليمنية "صنعاء"، بلغ تعداد سكانها 450 نسمة حسب تعداد اليمن لعام 2004.